# Strada Statale 233 Varesina
Die Strada Statale 233 „Varesina“ ist eine italienische Staatsstraße.

## Geschichte
Die Straße wurde 1959 als Staatsstraße zwischen Mailand und der Staatsgrenze bei Ponte Tresa gewidmet und erhielt die Nummer 233 mit der Bezeichnung „Varesina“.
Später wurde der Abschnitt zwischen Mailand und Varese entwidmet und zur Provinzialstraße herabgestuft.

## Verlauf
Die SS 233 fängt in Varese an und führt durch die Valganna und die Val Marchirolo in Richtung Norden, bis zur Staatsgrenze bei Ponte Tresa. Ursprünglich fing die Straße in Mailand an und erreichte Varese über Saronno und Tradate.